# Orimarga (Orimarga) australis
Orimarga (Orimarga) australis is een tweevleugelige uit de familie steltmuggen (Limoniidae). De soort komt voor in het Australaziatisch gebied.